# سيدي منصور (إقليم الرحامنة)
 سيدي منصور  (بالإنجليزية: SIDI MANSOUR)‏ هي جماعة قروية تابعة لإقليم الرحامنة ضمن جهة مراكش أسفي بالمغرب. بلغ مجموع عدد سكان سيدي منصور  حسب إحصاءات 2004 حوالي 6318 نسمة يعيشون في 928 أسرة.

## إحصاء عام
| السنة | عدد السكان | عدد الأسر | عدد الأجانب |
| ----- | ---------- | --------- | ----------- |
| 1994  | 6166       | 864       | °°°°        |
| 2004  | 6318       | 928       | 0           |